# Liste der Einträge im National Register of Historic Places im Pickens County (Alabama)
Die Liste der Einträge im National Register of Historic Places im Pickens County führt alle Bauwerke und historischen Stätten im Pickens County in Alabama auf, die in das National Register of Historic Places aufgenommen wurden.

## Aktuelle Einträge
| Lfd. Nr. | Name                                  | Bild | Datum der Eintragung | Adresse/Lage                                                            | Ort          | ID-Nr.   | Beschreibung                                              |
| -------- | ------------------------------------- | ---- | -------------------- | ----------------------------------------------------------------------- | ------------ | -------- | --------------------------------------------------------- |
| 1        | Aliceville Elementary and High School |      | 9. Mai 1980          | 420 3rd Ave.                                                            | Aliceville   | 80000734 |                                                           |
| 2        | Hugh Wilson Hill House                |      | 13. Apr. 1989        | 201 Phoenix St.                                                         | Carrollton   | 89000292 |                                                           |
| 3        | MONTGOMERY (Ship)                     |      | 28. Nov. 1983        | Tom Bevill Visitor Center                                               | Pickensville | 83003521 | Hat außerdem den Status eines National Historic Landmarks |
| 4        | Old Jail                              |      | 17. Dez. 1974        | nordöstliche Ecke von Church St. und 1st Ave.                           | Gordo        | 74000434 |                                                           |
| 5        | Parks E. Ball House                   |      | 18. Jan. 1982        | nordwestlich von Aliceville                                             | Aliceville   | 82002069 |                                                           |
| 6        | Pickens County Courthouse             |      | 19. Mai 1994         | Kreuzung von AL 17, Phoenix St. (Co. Rd. 35) und Tuscaloosa St. (AL 86) | Carrollton   | 94000441 |                                                           |
| 7        | Stewart-Blanton House                 |      | 23. Mai 1985         | AL 86                                                                   | Carrollton   | 85001130 |                                                           |